# Papendrecht
Papendrecht  è un comune olandese di 31 838 abitanti situato nella provincia dell'Olanda Meridionale, nella regione dello Zeeland (la terra del mare).